# Månetalen
Månetalen er to taler af den amerikanske præsident John F. Kennedy om USA's optrapning i rumkapløbet i starten af 1960'erne.

## Talen til nationen 1961
Den første er sektion 9 i adresseringen af begge kamre den 25. maj 1961 i kongressen om pludseligt opstået behov for ekstra midler, hvor præsidenten første gang annoncerer, at USA inden udgangen af årtiet vil landsætte et menneske på månen. 
Talen er en hurtig reaktion på såvel den første menneske i kredsløb foretaget af sovjetiske kosmonaut Juri Gagarin den 12. april og amerikanernes egen astronaut Alan Shepards korte tur ud i rummet den 5. maj. Her står det klart, at Sovjetunionen fører rumkapløbet, at og det kræver en massiv amerikansk indsats for at USA kan vinde rumkapløbet.
Den tale er ikke så kendt, men er ofte den, der henvises til i kilder, da det er her det ambitiøse mål først omtales.

## Vi vælger at tage til månen
Den anden og mest berømte er talen den 12. september 1962 på Rice University. I talen understreger JFK, at det er altafgørende for USA at afsætte alle deres ressourcer til måneplanen og dermed overhale Sovjetunionen i at komme først til månen. Målet om at være den første på månen spillede en alt afgørende rolle for at vinde rumkapløbet og dermed blive den førende stormagt inden for teknologisk udvikling.
Den tale er en reaktion på en større utilfredshed i befolkningen over at bruge så mange ressourcer på et rumprojekt i forhold til resten af samfundet.
De berømte ord fra den tale er:
We choose to go to the Moon in this decade and do the other things, not because they are easy, but because they are hard

## Eksterne kilder og henvisninger
- "I Believe We Should Go to the Moon" fra NASA om talen til kongressens to kamre 25. maj 1961.
- Section IX: Space i talen til kongressens to kamre 25. maj 1961.
- John F. Kennedy Moon Speech - Rice Stadium fra NASA med hele talen 12. september 1962